# Fire (1996)
Fire (bra: Fogo e Desejo) é um filme de 1996 realizado por Deepa Mehta, que aborda o tema dos casamentos arranjados, muito comuns entre os indianos, a insatisfação sexual e o lesbianismo. O filme é a primeira parte da trilogia que inclui os filmes Earth (1998) e Water (2005).
Fogo, provocou grande controvérsia na Índia, por abordar claramente as relações homossexuais e a liberdade de expressão, encontrando grande oposição à sua exibição no país. Embora sistematicamente categorizado como um filme de temática lésbica, a realizadora afirma que o filme não é sobre o lesbianismo, mas sobre escolhas que temos de fazer na vida.

## Sinopse
Sita (Nandita Das) e Jatin são vítimas de um acordo entre duas famílias e vivem um casamento frio. Mudam-se para a casa do irmão de Jatin em Nova Déli, onde mora com sua esposa Radha (Shabana Azmi).
Radha não pode ter filhos e o seu marido se esquiva de qualquer tipo de contacto, dizendo que sexo sem fins reprodutivos é pecado. Do outro lado, Sita descobre que o seu marido tem uma amante.
Abandonadas e insatisfeitas, as duas cunhadas envolvem-se num romance secreto.

## Elenco
- Karishma Jhalani - Radha jovem
- Javed Jaffrey - Jatin
- Nandita Das - Sita
- Vinay Pathak - Guia no Taj Mahal
- Kushal Rekhi - Biji
- Shabana Azmi - Radha
- Ranjit Chowdhry - Mundu
- Kulbhushan Kharbanda - Ashok
- Alice Poon - Julie
- Ram Gopal Bajaj - Swamiji